# Почесні громадяни Конотопа
Звання «Почесний громадянин міста Конотоп» присвоюють за особливі заслуги перед громадою міста. Зокрема за діяльність щодо підвищення іміджу міста, визначні заслуги щодо розвитку громадської, соціально-культурної, освітньої, військової діяльності міста, за багаторічну самовіддану працю, збереження та примноження кращих традицій в місті Конотоп.

## Список почесних громадян міста Конотоп
- Арнаутов Антон Артурович
- Айзенштат Григорій Ізраїльович
- Ащаулов Євген Володимирович[2]
- Бабко Василь Якимович
- Балашов Сергій Сергійович
- Бірюков Євген Андрійович
- Білан Олександр Миколайович
- Василенко Григорій Миколайович
- Ваховський Андрій Миколайович
- Віхнич Сергій Миколайович
- Віхніч Євген Владиславович[2]
- Голобурда Тетяна Миколаївна
- Головань Дмитро Сергійович
- Грудій Григорій Петрович
- Довгополий Артем Валерійович
- Кондрух Андрій Леонідович
- Коваленко Сергій Олегович
- Кривич Андрій Андрійович
- Клименко Володимир Федорович
- Кузнєцов Віталій Андрійович
- Коженко Володимир Олександрович[2]
- Лисенко Ігор Георгійович
- Маміашвілі Михайло Геразійович (позбавлений звання)
- Маслов Олександр Михайлович
- Оболоник Ілля Іванович
- Павлов Сергій Олександрович[3]
- Панченко Віктор Володимирович
- Пророк Олександр Миколайович
- Рощик Руслан Дмитрович
- Стрілець Андрій Володимирович
- Сур Євген Георгійович
- Сусло Михайло Миколайович
- Ткаченко Максим Сергійович
- Тарабановський Павло Петрович
- Федченко Владислав Миколайович
- Шульга Анатолій Васильович
- Шулік Тамара Трохимівна